# 泉湖 (印地安納州)
泉湖（英語：Spring Lake）是一個位於美國印地安納州漢考克縣的城鎮。

## 人口
根據2010年美國人口普查的數據，泉湖的面積為0.42平方千米，當中陸地面積為0.40平方千米，而水域面積為0.02平方千米。當地共有人口218人，而人口密度為每平方千米519人。